# Grote Rift

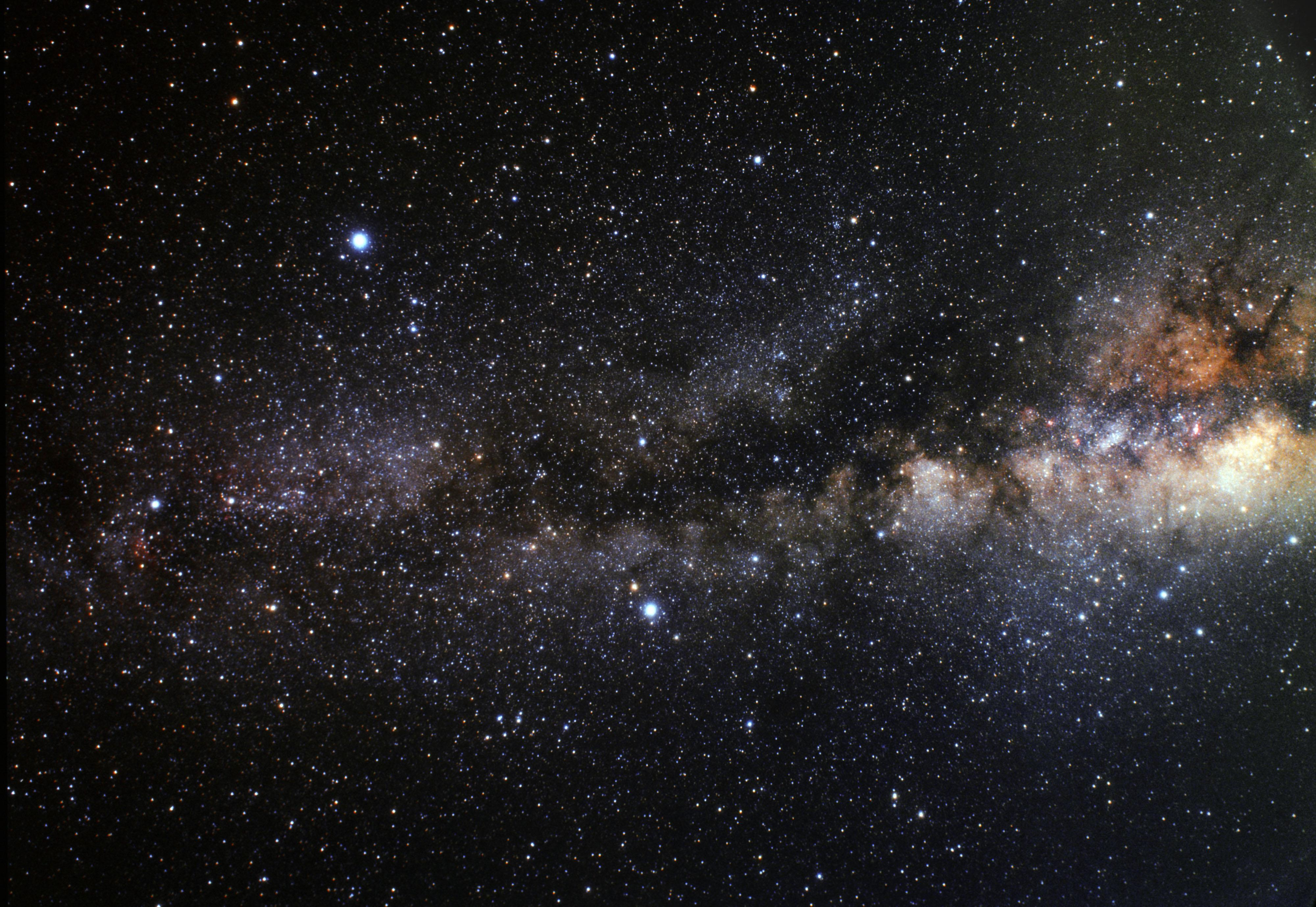
Afbeelding van het Grote Rift - een stoffige sliert die zich uitstrekt van de sterrenbeelden Zwaan tot Boogschutter.

Het Grote Rift, ook Donkere Rift of Cygnusrift genoemd, is in de astronomie een overlappende, donkere wolkenreeks van kosmisch stof tussen het Zonnestelsel en de Sagittariusarm van de Melkweg, op een afstand van ongeveer 2600 tot 3300 lichtjaar van de Aarde. De wolkenreeks bestaat uit ongeveer 1 miljoen zonsmassa plasma en stof.

## Eigenschappen
Met het blote oog lijkt het Grote Rift op een donkere streep die de heldere strook van de Melkweg in de lengte verdeelt, over ongeveer een derde van zijn lengte, met aan weerszijden grote hoeveelheden heldere sterren.
Dit begint bij het sterrenbeeld Zwaan, waar het als het Cygnusrift bekendstaat. Van daar strekt het tot aan Arend; tot bij Slangendrager, waar een verbreding te zien is; daarna in Boogschutter, waar het het midden van de Melkweg verbergt; om dan te eindigen bij het sterrenbeeld Centaur. Een van de belangrijkste gebieden wat dit verbergt, is de Cygnus OB2-associatie, een grote sterrenhoop van jonge sterren en een van de grootste stervormingsgebieden in naburigheid van de Aarde. Soortgelijke donkere lijnen worden waargenomen in andere sterrenstelsels, zoals NGC 891 in het sterrenbeeld Andromeda en NGC 4565 in het sterrenbeeld Hoofdhaar.

## Afbeeldingen

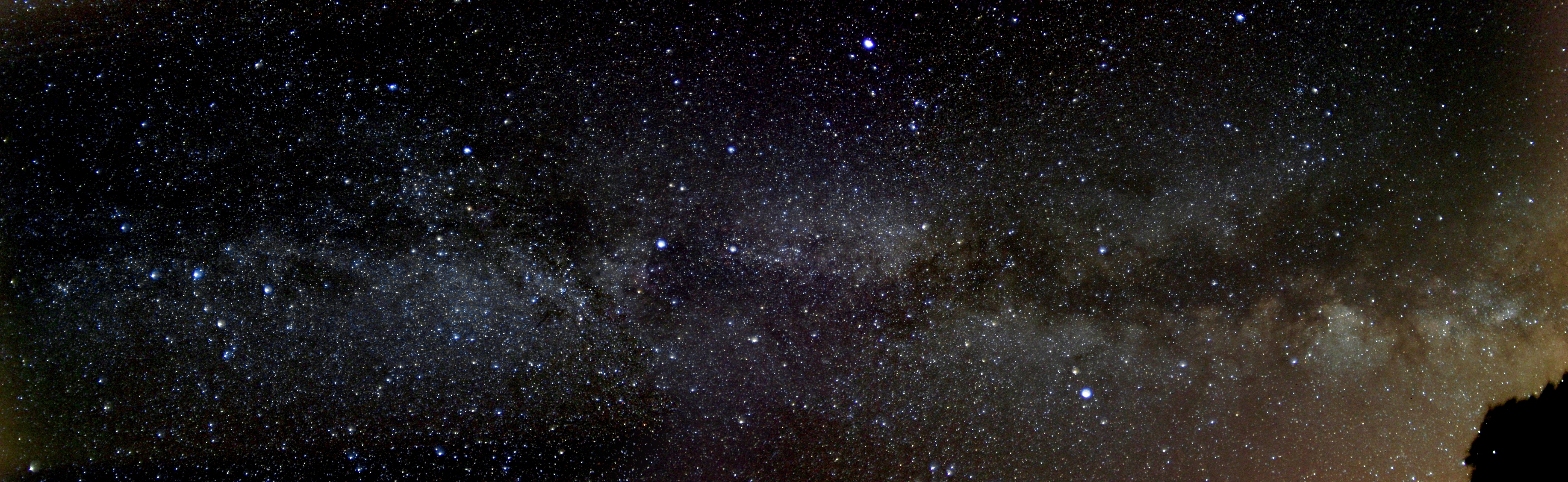
Een groothoek foto van de Melkweg dichtbij sterrenbeeld Zwaan waarop het Grote Rift duidelijk te zien is.
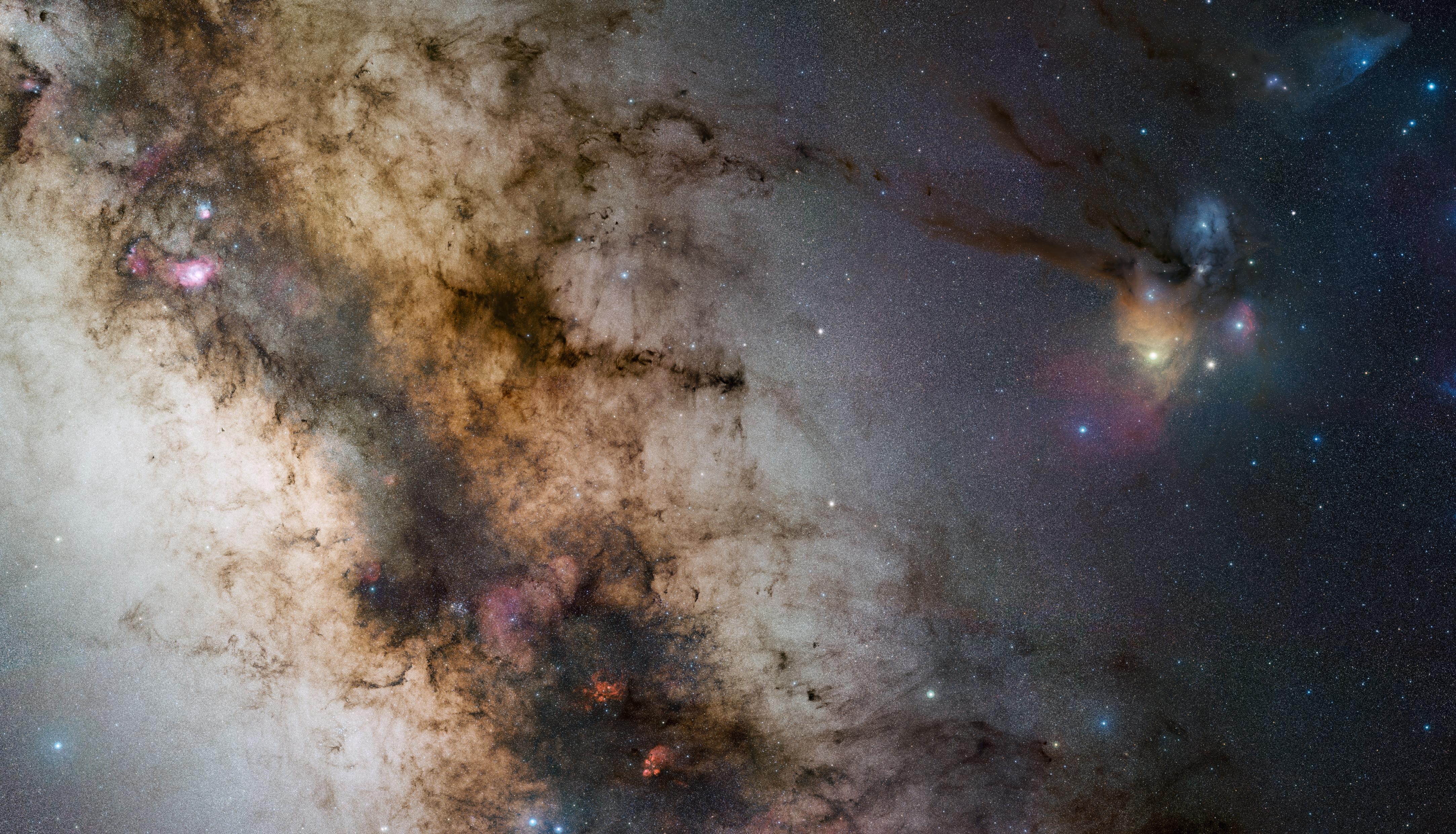
De Melkweg met de laan van stof vol kleurrijke Nevels en gaswolken tussen Boogschutter en Schorpioen.
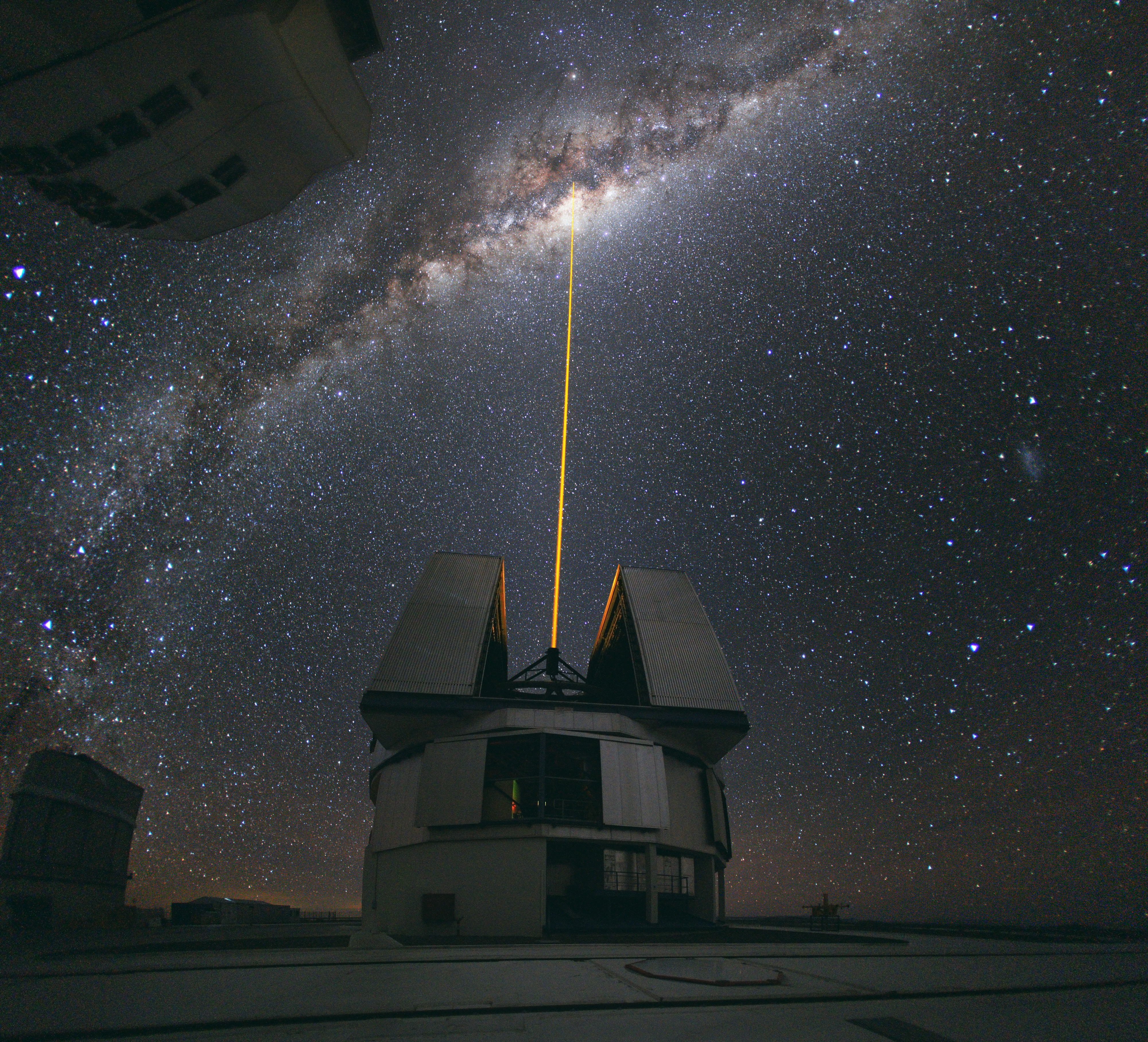
De Melkweg en het Grote Rift, met de Very Large Telescope van de Europese Zuidelijke Sterrenwacht in Chili op de voorgrond.
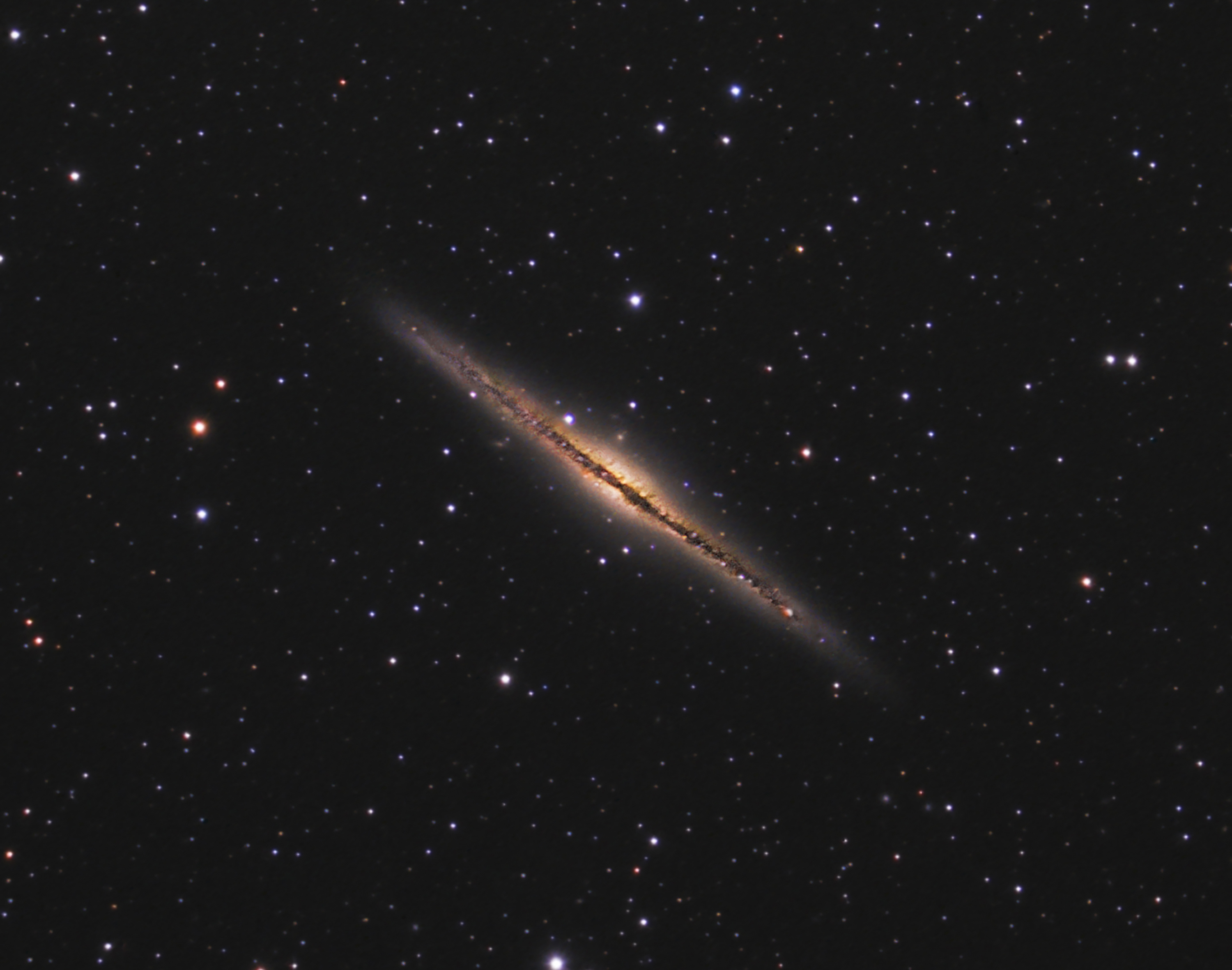
Het sterrenstelsel NGC 891 in het sterrenbeeld Andromeda, wat omringd wordt door een donkere strook.